# Basselinia favieri
Basselinia favieri é uma espécie de angiosperma na família Arecaceae. É encontrada apenas na Nova Caledônia.